# The Banksia Atlas
The Banksia Atlas est un atlas qui recense l'aire de distribution, l'habitat et les formes de croissance des différentes espèces et autres taxons infragénériques du genre Banksia, genre emblématique de la flore sauvage de l'Australie. Sa première édition a été publiée en 1988, à l'issue d'un programme d'envergure nationale qui a duré trois ans et impliqué plus de 400 volontaires amateurs et professionnels.